# Ранчетс (Вайоминг)
Ранчеттс (англ. Ranchettes, Wyoming) — статистически обособленная местность, расположенная в округе Ларами (штат Вайоминг, США) с населением в 4869 человек по статистическим данным переписи 2000 года.

## География
По данным Бюро переписи населения США статистически обособленная местность Ранчеттс имеет общую площадь в 133,13 квадратных километров, водных ресурсов в черте населённого пункта не имеется.
Ранчеттс расположен на высоте 1890 метров над уровнем моря.

## Демография
По данным переписи населения 2000 года в Ранчеттсе проживало 4869 человек, 1488 семей, насчитывалось 1764 домашних хозяйств и 1812 жилых домов. Средняя плотность населения составляла около 36,6 человек на один квадратный километр. Расовый состав Ранчеттса по данным переписи распределился следующим образом: 94,97 % белых, 0,88% - чёрных или афроамериканцев, 0,86 % — коренных американцев, 0,92 % — азиатов, 0,02 % — выходцев с тихоокеанских островов, 0,94 % — представителей смешанных рас, 1,40 % — других народностей. Испаноговорящие составили 4,79 % от всех жителей статистически обособленной местности.
Из 1764 домашних хозяйств в 34,5 % — воспитывали детей в возрасте до 18 лет, 75,7 % представляли собой совместно проживающие супружеские пары, в 5,3 % семей женщины проживали без мужей, 15,6 % не имели семей. 12,1 % от общего числа семей на момент переписи жили самостоятельно, при этом 3,7 % составили одинокие пожилые люди в возрасте 65 лет и старше. Средний размер домашнего хозяйства составил 2,76 человек, а средний размер семьи — 2,98 человек.
Население статистически обособленной местности по возрастному диапазону по данным переписи 2000 года распределилось следующим образом: 25,3 % — жители младше 18 лет, 6,6 % — между 18 и 24 годами, 23,5 % — от 25 до 44 лет, 35,9 % — от 45 до 64 лет и 8,7 % — в возрасте 65 лет и старше. Средний возраст жителей составил 42 года. На каждые 100 женщин в Ранчеттсе приходилось 98,4 мужчин, при этом на каждые сто женщин 18 лет и старше приходилось 97,2 мужчин также старше 18 лет.
Средний доход на одно домашнее хозяйство в статистически обособленной местности составил 72 758 долларов США, а средний доход на одну семью — 74 901 доллар. При этом мужчины имели средний доход в 48 534 доллара США в год против 32 963 доллара среднегодового дохода у женщин. Доход на душу населения в статистически обособленной местности составил 27 134 доллара в год. 3,7 % от всего числа семей в округе и 4,7 % от всей численности населения находилось на момент переписи населения за чертой бедности, при этом 5,9 % из них были моложе 18 лет и 7,4 % — в возрасте 65 лет и старше.